# Hi-Red Center
L'Hi-Red Center (ハイレッド・センター?) è stato un gruppo di performance art fondato dagli artisti giapponesi Jirō Takamatsu, Genpei Akasegawa e Natsuyuki Nakanishi nel 1963. Ispirato dal movimento artistico giapponese d’avanguardia Neo-Dada e Fluxus, il trio si concentrava sulla creazione di happening servendosi di spazi urbani per sollevare domande circa la routine e il ruolo dell’individuo nella società contemporanea sempre più frenetica. Le attività del gruppo riuscirono talvolta a raggirare e disturbare l’ordine pubblico al punto da essere messe sotto sorveglianza dalle autorità.

## Eventi e performance

### Le prime azioni: l'"Incidente sulla linea Yamanote" e l'"Evento dell'università Waseda"
Nonostante lo Hi-Red Center nasca ufficialmente nel maggio del 1963, il trio di artisti Fluxus inaugurò le proprie attività già nei mesi precedenti alla fondazione del gruppo. 
Il 18 ottobre 1962, Natsuyuki Nakanishi e Jirō Takamatsu, assieme ad altri artisti, salirono a bordo della Yamate Line (la linea ferroviaria suburbana di Tokyo successivamente rinominata “Yamanote”) per inscenare l’evento che sarebbe stato ricordato come l'"Incidente sulla linea Yamanote" (Yamanote-sen jiken). Nakanishi, con il volto dipinto di bianco, versò prima della vernice per terra su un binario della stazione, e poi iniziò a leccare e ad aprire oggetti trasparenti a forma di uova realizzati in resina acrilica contenenti utensili e materiali di tutti i giorni: un vecchio orologio, dei capelli, uno specchio, un cucchiaio, ecc. Questi oggetti erano tenuti in mano da Nakanishi oppure legati con delle catene alle impugnature pendenti dal soffitto per i passeggeri del treno. Nel frattempo Takamatsu portava con sé un oggetto a forma di fune. Si trattava di una satira sul trambusto quotidiano che i pendolari si ritrovavano a dover affrontare.
A solo un mese di distanza, nel novembre 1962, i tre fondatori dello Hi-Red Center, durante il cosiddetto “Evento dell'università Waseda” (Hanzaisha dōmei shusai no engeki shō), dipinsero di un rosso acceso i sedili di tutti i water dei bagni dell’università Waseda di Tokyo; questo colore verrà poi ripreso dal gruppo nel punto esclamativo rosso utilizzato come suo simbolo identificativo in alcune delle opere successive.

### "Yomiuri Independent exhibition" e "Mixer Plan"
Le azioni dell’anno seguente cominciarono nei primi giorni di febbraio con la performance di Genpei Akasegawa alla galleria d’arte Shinjuku Daiichi. Coadiuvato da altri membri di Fluxus, lo Hi-Red Center stampò banconote contraffatte da 1.000 yen che nascondevano fra i disegni della filigrana slogan e proclamazioni realizzati da Akasegawa, e che furono usate come biglietto d’invito per la sua mostra personale. 
Nel marzo 1963, presso il Tokyo Metropolitan Art Museum, Nakanishi, Takamatsu e Akasegawa parteciparono all’edizione finale dello Yomiuri Independent exibition (Yomiuri andepandan-ten), una mostra che dalla fine degli anni cinquanta riuniva in un unico luogo gli impulsi anti-arte e d’avanguardia di tutto il Giappone; la volontà da parte degli artisti era quella di stravolgere l’idea di “opera d’arte” utilizzando oggetti d’uso quotidiano per la riproduzione di installazioni, mettendo in discussione il carattere dell’espressione artistica e negando che la forma fosse un concetto che si potesse imparare.
In quest’occasione Akasegawa mostrò una versione non ancora completa della sua banconota da 1.000 yen dalle dimensioni di un tatami, 10.000 grucce per vestiti fabbricate da Natsuyuki Nakanishi vennero attaccate ai visitatori dall’artista in persona, e altre banconote false furono distribuite. 
Ai visitatori che pagavano 100 yen era servita una cena in miniatura, composta da cinque grammi di riso al curry oppure sette grammi di spaghetti. Lo Yomiuri Independent rappresentava il principale mezzo concesso dalla democrazia del dopoguerra ai giovani artisti visivi in Giappone che non avevano legami con le più alte istituzioni artistiche. Akasegawa ricorda l’evento come “un mercato fervido per i giovani”, un bazar di nuove idee e materiali.
Il 7 maggio 1963, lo Hi-Red Center tenne il suo primo spettacolo ufficiale nella galleria Shinjuku Daiichi intitolato “Mixer Plan" (Mikisā keikaku). Durante la cerimonia d’apertura, a tagliare il nastro fu Tarō Okamoto, artista noto per i suoi dipinti e sculture astratte e d'avanguardia. La formalità con la quale si svolse l’evento era stata pensata dal gruppo come satira verso il comportamento convenzionale tipico delle vendite all’asta di oggetti d’arte. Takamatsu mostrò appendiabiti, ventilatori, bobine e giacche avvolte da corde. Nakanishi presentò assemblaggi fatti da mollette, attaccandosene poi centinaia ai capelli, in faccia e sui vestiti per il suo happening "Clothespins Assert Churning Action" (Sentaku basami wa kakuhan kōdō o shuchō suru). Le mollette stavano a sottolineare la volontà di “frenare” e “limitare”, significato che si contrapponeva all’azione turbolenta e frenetica della vita lavorativa di tutti i giorni. Nakanishi scese poi nelle strade di Ōimachi con la testa ricoperta da mollette, portando così l’arte fuori dallo spazio espositivo e dentro la città, valicando fisicamente il confine che separava l’arte dal quotidiano. Akasegawa esibì invece una sedia, un appendino e altri oggetti avvolti in fogli di carta su cui erano scritte svariate annotazioni. Questo gesto suggeriva l’idea di repressione, negazione e restrizione, e metteva in luce la fascinazione per il cosmo da parte dell’autore e la possibilità di poterlo manipolare avvolgendolo. 

### Pranzo nell'anniversario della non-vittoria
Il 15 agosto 1963, sull’onda della “cena nell’anniversario della sconfitta” (Geijutsu mainasu geijutsu - Haisen o kinen shite) organizzata da vari artisti Neo-Dada l’anno precedente, lo Hi-Red Center celebrò il controverso “Non-V-Day Anniversary Meal”, allestito presso il municipio di Tokyo. L’evento voleva essere un’occasione di protesta contro l’ipocrisia del Giappone nei confronti della sua sconfitta nella Seconda guerra mondiale.  L’happening si svolse con le stesse modalità dell’anno precedente, con persone invitate alla cena ignare del fatto che sarebbero finite ad osservare i membri dello Hi-Red Center mangiare senza poter prendere parte al banchetto.
L’intento degli organizzatori era quello di riportare gli ospiti alla realtà della loro condizione di spettatori di un’opera d’arte, ovvero il pasto. La figura del pubblico non si limitava ad assistere in modo passivo, ma svolgeva invece nell'happening un ruolo importante: secondo l'Hi-Red Center è infatti grazie agli invitati, al modo in cui guardavano il pasto che quest’ultimo esisteva in quanto tale, dando valore alla condizione d’esistenza della performance. Veniva in questo modo spezzato anche il legame convenzionale tra il pubblico e l’opera d’arte o la performance, tramite un capovolgimento reciproco dei ruoli: gli artisti, osservati dagli invitati, divenivano a loro volta spettatori che contemplavano dispiaciuti il pubblico affamato ed arrabbiato mentre erano impegnati a mangiare.

### Shelter Plan
Il 26 e 27 gennaio 1964, lo Hi-Red Center inscenò un happening intitolato "Shelter Plan"(Sherutā keikaku) nel Tokyo Imperial Hotel. L’evento si svolse a sole due settimane di distanza dall’arresto di Akasegawa, accusato per la diffusione di banconote false (Il caso delle banconote da 1000 yen), e viste le circostanze, un poliziotto fu messo di guardia nella hall dell’hotel per controllare l’artista.
Per l’occasione, furono invitati grandi esponenti dell’arte d’avanguardia come Yōko Ono, il pioniere della videoarte Nam June Paik e il grafico, illustratore e pittore Yokoo Tadanori. L’evento era strutturato in modo piuttosto complesso: degli uomini, presumibilmente membri dello Hi-Red Center, indossavano camici da medico e misuravano l’altezza e la lunghezza di varie parti del corpo agli ospiti per poter offrire loro un costoso rifugio antiatomico-antiaereo su misura.  Ai partecipanti, cui era stato ordinato di rimanere in assoluto silenzio, venivano poi scattate fotografie da diverse angolazioni e riempita la bocca d’acqua al punto da risultare doloroso trattenerla;  infine venivano spogliati e messi in una vasca per misurare lo spostamento dell’acqua. Il rifugio antiatomico-antiaereo era offerto in quattro diverse misure, ma, essendo quello di dimensioni reali troppo costoso, venne dato agli ospiti una miniatura ai cui lati erano attaccate le foto scattate in precedenza. A Yokoo fu chiesto di pagare circa 300 dollari per il suo rifugio personalizzato. Ricordando questa esperienza, nel 1997 Tadanori dichiarò che in quel momento aveva timore di partecipare, ma al contempo anche di scappare via, optando alla fine per partecipare.
Lo stesso Akasegawa notò che gli ospiti erano sorprendentemente docili durante l’evento, probabilmente anche a causa dell’ambiente formale dell’Imperial Hotel. Nam June Paik ricorda che il rigido processo di misurazioni al quale venne sottoposto era paragonabile a una situazione di arresto da parte della polizia, quando si è costretti a seguire gli ordini degli agenti.  L’ispezione dettagliata del proprio corpo è infatti qualcosa alla quale si è soggetti contro la propria volontà da parte di coloro che detengono il potere in una determinata situazione, come ad esempio la polizia, guardie carcerarie, o ispettori sanitari militari, che raccolgono dati dettagliati al fine di esercitarvi un controllo.
Diverse possono essere le interpretazioni del significato di Shelter Plan. L’Imperial Hotel di Tokyo era una delle più grandi realizzazioni architettoniche in cemento armato di Frank Lloyd Wright, architetto statunitense tra i più influenti del XX secolo. L’edificio era riuscito nell’impresa di resistere al grande terremoto del Kantō del 1 settembre 1923, ma ciò che lo Hi-Red Center sembra voler suggerire è che neppure quell’hotel sarebbe riuscito a resistere alla più recente tragedia della bomba nucleare. Sherutā puran può inoltre rappresentare la presenza aliena all’interno dell’Imperial Hotel: dal 1945 al 1952 infatti, l’edificio fu utilizzato esclusivamente dalle forze alleate, negando il pernottamento alla popolazione giapponese (anche in questo caso l’hotel risulta un rifugio, una protezione per difendersi dal mondo “straniero” presente all’esterno).
L’allusione alla Seconda guerra mondiale non viene mai esplicitamente dichiarata in Sherutā puran, anche se viene fornito qualche indizio in merito in alcuni scritti riguardanti l'evento. L’attenzione posta al corpo dei partecipanti può inoltre fungere da contrappunto al fatto che Wright avesse sempre negato l’influenza della cultura giapponese all’interno dei suoi lavori: egli non accettava questa idea in quanto considerava il suo genio artistico del tutto originale, privo di influenze estetiche giapponesi nella sua architettura. Come affermò Nakanishi, la scelta dell’Imperial Hotel era coerente in tutto e per tutto: ogni stanza era un rifugio, così come lo era l’hotel stesso.  In quel momento l’Imperial Hotel diventò ciò che Wright aveva evitato durante tutta la sua carriera: “architecture as box”.
La creazione di rifugi all’interno dell’Imperial Hotel, inteso come simbolo “occidentale”, suggerisce da parte dello Hi-Red Center un commento aspro e al contempo ironico sull’importazione della cultura e della scienza dall’”Occidente” in Giappone, dove la bomba atomica rappresentava la fase finale dell’acquisizione della razionalità e tecnologia occidentale. Durante il processo ad Akasegawa, Nakanishi descrisse Sherutā Puran come “un’allegra infiltrazione nell’hotel, in parte arte e in parte reato”.

### The Great Panorama Exhibition
Nel giugno 1964 lo Hi-Red Center annunciò un nuovo evento intitolato "The Great Panorama Show" (Daipanoramaten), organizzato alla galleria Naiqua di Shinbashi, Tokyo. I potenziali ospiti ne furono informati in anticipo con il seguente annuncio: “High Red Center is now holding a gallery closing. When you have time, please do not attend”. Akasegawa e Nakanishi si recarono sul posto il primo giorno, inchiodarono assi di legno alla porta e affissero cartelli con su scritto “chiuso”. 
Tra il 12 e il 17 giugno, file di visitatori perplessi rimasero davanti alla galleria d’arte chiusa. La situazione rimase invariata fino all’ultimo giorno, quando l'Hi-Red Center tenne una “cerimonia di apertura”, alla quale parteciparono l’artista Shūzō Takiguchi, il compositore di musica d’avanguardia Toshi Ichiyanagi, e i pittori statunitensi Sam Francis e Jasper Johns.
Le opere pop art in mostra furono presentate al pubblico capovolte, con i titoli dei lavori scritti in biglietti incastrati all’interno di lattine, una parodia surreale di una forma d’arte già di per sé parodica.  All’ultima ora dell’ultimo giorno della mostra, un divertito Akasegawa liberò uno scarafaggio sul pavimento della galleria, simbolo delle restrizioni delle quali erano oggetto gli artisti d’avanguardia al tempo.

### Dropping Event
Il 10 ottobre 1964, l'High Red Center inscenò lo spettacolare “Dropping Event" (Doroppingu ivento), durante il quale i tre fondatori del gruppo, sul tetto del palazzo Ikenobo di Tokyo, gettarono al vento diverse paia di pantaloni, camicie, dozzine di scarpe e una cassa intera di libri per creare “arte che non è arte”, andando a creare un pattern di oggetti sul marciapiede che Akasegawa comparò alle opere degli impressionisti o di Cézanne. Akasegawa considerava questi oggetti d’uso quotidiano come dei dipinti, pieni di materialità palpabile proprio come le tele ricche di pigmenti dell’espressionismo informale o astratto.  Successivamente gli oggetti lanciati furono raccolti e riposti in una valigia, poi depositata all’interno di un armadietto pubblico in una stazione della metropolitana. Takamatsu, Akasegawa, Nakanishi inviarono poi le chiavi dell’armadietto ad un nome scelto a caso dall’elenco telefonico.
“Dropping Event” è un esempio di disprezzo per il comportamento consumistico moderno che si evince sia dall’apatia dimostrata verso gli oggetti lanciati, che dalla volontà di sbarazzarsene dandoli via; l’atteggiamento anti-consumista dello Hi-Red Center fu tale da portare il gruppo a svolgere le sue performance in posti insospettabili, dove poche persone potevano assistere all’azione (in questo caso i passanti noncuranti sottostanti l’edificio).

### Be Clean!
Il 16 ottobre 1964, Hi-Red Center inscenò la sua ultima performance pubblica: “Be Clean!” (Chō sōjiteki ivento). Akasegawa, Nakanishi e Takamatsu, assieme ad altri collaboratori, indossarono cappotti e guanti bianchi, mascherine, occhiali scuri e fasce al braccio con simboli dello Hi-Red Center e si diedero appuntamento alle nove e mezza del mattino a Namiki Street, nel frenetico distretto di Ginza, a Tokyo, dove per sette ore, armati di scope, stracci, spazzole, sapone, e detersivo, pulirono con cura maniacale l’isolato urbano.
Questo evento fu organizzato come reazione al controllo sociale e alla censura imposta dal governo giapponese in vista degli eventi olimpici: lo scopo era attirare l’attenzione sulle restrizioni imposte, come ad esempio il divieto di sputare per terra in pubblico, un atto che secondo il governo era assolutamente da evitare al fine di sollecitare la popolazione giapponese ad adottare un comportamento più civile secondo le aspettative internazionali. Perfino i senzatetto vennero evacuati dalle strade pur di nasconderli agli occhi degli ospiti. Akasegawa riferì che il fatto di indossare camici da laboratorio e aver utilizzato segnali stradali stampati in maniera professionale per deviare il traffico conferì all’evento una certa “autorità”, al punto da farlo sembrare ufficiale, voluto per conto del governo. Il duro lavoro per far brillare un singolo isolato rendeva evidente in modo quasi imbarazzante che nessuna azione intrapresa dal governo per accogliere gli ospiti stranieri avrebbe potuto mascherare l'aspetto fuligginoso della Tokyo industriale, o la bassa percentuale di case collegate al sistema fognario. 
Una volta completata la meticolosa pulizia, Nakami Street fu tappezzata di poster che annunciavano: “Questo luogo è stato pulito”.

## La fine del gruppo
Dopo “Be Clean!”, Akasegawa dichiarò che “non era rimasto più nulla da fare”, e i membri dello Hi-Red Center decisero di sciogliere il gruppo d’azione. A giocare un ruolo cruciale nella fine dello Hi-Red Center fu il processo in cui Akasegawa era coinvolto (Il caso delle banconote da 1000 yen), che teneva gli artisti impegnati nella difesa dell’imputato. Il fatto che il gruppo si sciolse proprio quando aveva iniziato ad attrarre l’attenzione delle celebrità artistiche internazionali rafforza la sua natura anti-commerciale, dimostrando ancora una volta il suo disinteresse verso la fama mondiale.
L'atteggiamento restio nello lasciare al pubblico opere tangibili che testimoniassero i loro ideali, unito alla mancanza di un manifesto, ha reso complicato lo studio della linee guida di questo gruppo d'avanguardia; è solamente grazie ad alcune recenti mostre che sono pervenuti al pubblico nuovi dettagli e testimonianze sull'operato dell'Hi-Red Center (Tokyo 1955–1970: A New Avant-Garde nel museo di arte moderna di New York (MOMA) nel 2012, Gutai: Splendid Playground nel Guggenheim Museum di New York nel 2013, Hi-Red Center: The Documents of “Direct Action” nello Shoto Museum of Art di Shibuya Ward nel 2014, Art Will Thrill You!: The Essence of Modern Japanese Art nel museo nazionale di arte moderna a Tokyo nel 2012, ecc.).